# Pravidlo 18 elektronů
Pravidlo 18 elektronů je chemické pravidlo používané pro předpovídání a tvorbu vzorců stabilních komplexů přechodných kovů, většinou se uplatňuje u organokovových sloučenin.
Pravidlo je založeno na té skutečnosti, že valenční orbitaly zahrnují pět (n−1)d orbitalů, jeden ns orbital a tři np orbitaly, kde n je hlavní kvantové číslo. Tyto orbitaly mohou celkem pojmout 18 elektronů jako vazebné i nevazebné elektronové páry. a spojeními těchto devíti atomových orbitalů s orbitaly ligandu vytvořit devět molekulových orbitalů, které se mohou i nemusí podílet na vazbě kov-ligand. Pokud má komplex 18 valenčních elektronů, tak dosáhl stejné elektronové konfigurace jako vzácný plyn v příslušné periodě, což komplexu dodává stabilitu. Zajímavé nebo užitečné bývají komplexy narušující toto pravidlo, protože se vyznačují vyšší reaktivitou. Pravidlo nelze použít u komplexů nepřecxhodných kovů. Navrhl jej americký chemik Irving Langmuir v roce 1921.

## Využití
Pravidlo 18 elektronů lze použít pro tvorbu vzorců nízkospinových komplexů skupin Cr, Mn, Fe a Co. Jako příklady lze uvést ferrocen, pentakarbonyl železa, hexakarbonyl chromu a tetrakarbonyl niklu. U těchto sloučenin má všech devět vazebných molekulových orbitalů nízké energie. Protože je umístění elektronů do nich výhodné a každý orbital může pojmout dva elektrony, tak se největší stability dosahuje při zaplnění těchto orbitalů 18 elektrony - tyto elektrony pochází z kovu i z  ligandů.
Využitelnost pravidla 18 elektronů ovlivňují ligandy navázané na kov. Komplexy, které mu nevyhovují obsahují alespoň z části π-akceptorové ligandy (také označované jako π-kyseliny). Tyto ligandy vytváří silné ligandové pole, které snižuje energie příslušných molekulových orbitalů, jejichž obsazení elektrony se tak stává výhodným. Tuto vlastnost mají například alkenové, fosfinové a karbonylové ligandy. Kovy v komplexech π-kyselin mají většinou nízká oxidační čísla.

### Vliv na reaktivitu
Sloučeniny porušující pravidlo 18 elektronů, jako jsou chlorid hexamminkobaltitý (Co(NH3)6]Cl3), hexakarbonyl molybdenu (Mo(CO)6) a hexakyanoželeznatanový anion (Fe(CN)6]4−), často vyměňují ligandy, výměny probíhají skrz disociativná substituce, kdy je rychlost reakce určována rychlostí disociace ligandu. 18elektronové sloučeniny oproti tomu mohou být vysoce reaktivní vůči elektrofilům, jako jsou protony.
Sloučeniny s méně než 18 valenčními elektrony, se vyznačují zvýšenou reaktivitou; pravidlo 18 elektronů tak může napovědět, které sloučeniny jsou nereaktivní stechiometricky i katalyticky.

### Pravidlo 12 elektronů
Výpočty bylo zjištěno, že valenční orbitaly p v kovech se na vazbách s ligandy podílejí jen slabě. V rámci přirozených vazebných orbitalů se orbitaly  někdy do vazeb kov-ligand nezapočítávají. Tímto vzniká pravidlo 12 elektronů, zahrnující pouze 5 orbitalů d- a 1 orbital  s.
Na rozdíl od oktetového pravidla pro prvky hlavní skupiny nemusejí přechodné kovy zcela dodržovat pravidla 12 nebo 18 elektronů, místo toho tato pravidla určují spodní a svrchní mez počtu valenčních elektronů. Zatímco se tak do vazeb přechodných kovů často zapojují orbitaly d a s, tak účast energetičtějších orbitalů p na vazbách závisí na centrálním atomu a na koordinačním prostředí.

## Výjimky
Pí-donorové a σ-donorové ligandy, které s orbitaly kovů interagují slabě, vytváří slabé ligandové pole, čímž se navyšují energie t2g orbitalů a tyto molekulové orbitaly se stávají nevazebnými nebo slabě protivazebnými (mají malé hodnoty Δoct). Přidání nebo odstranění elektronů tak nemá na stabilitu komplexu větší vliv. Počet d elektronů poté není omezen a mohou se objevovat komplexy s 12 až 22 valenčními elektrony. Malé Δoct umožňují zaplnění eg* (více než 18 e−) a π-donory dovolují, aby t2g byly protivazebné (méně než 18 e−). Takové ligandy se nacházejí ve spodní až střední části spektrochemické řady, jedná se například o [TiF6]2− (Ti4+, d0, 12 e−), [Co(NH3)6]3+ (Co3+, d6, 18 e−) a [Cu(OH2)6]2+ (Cu2+, d9, 21 e−).
Δoct kovových iontů se zvyšují s rostoucími protonovými a oxidačními čísly. Silná ligandová pole vedou k nízkospinovým komplexům, která způsobují výjimky z pravidla 18 elektronů.

### 16elektronové komplexy
Důležitými sloučeninami porušujícími pravidlo 18 elektronů jsou 16elektronové komplexy kovů s konfigurací d8. Vysokospinové komplexy d8 iontů mohou být oktaedrické nebo tetraedrické, ale nízkospinové komplexy d8 jsou čtvercově rovinné. K d8 iontům vytvářejícím čtvercově rovinné nízkospinové komplexy patří Rh+, Ir+, Ni2+, Pd2+ a Pt2+. Nejvíce takových sloučenin se vyskytuje u prvků skupin kobaltu a niklu; příklady jsou Vaskův komplex (IrCl(CO)(PPh3)2), tetrachloroplatnatanový anion ([PtCl4]2−) a Zeiseho sůl ([PtCl3(η2-C2H4)]−). Orbitaly dz2 obsahují u těchto sloučenin dva elektrony a jsou nevazebné.
Níže je zobrazeno rozštěpení d podslupek u nízkospinových čtvercově rovinných komplexů:
Mnoho katalytických cyklů, například v izomerizacích, v polymerizacích a hydrogenacích alkenů, a hydroformylacích, je založeno na vzájemných přeměnách mezi 18elektronovými a čtvercovými 16elektronovými komplexy.
Další narušení se dají rozdělit podle druhu ligandů navázaných na kov.

### Objemné ligandy
Objemné ligandy mohou bránit dosažení 18elektronové konfigurace. Jako příklady lze uvést:
- Ti(neopentyl)4 (8 e−)
- Cp*2Ti(C2H4) (16 e−)
- V(CO)6 (17 e−)
- Cp*Cr(CO)3 (17 e−)
- Pt(PtBu3)2 (14 e−)
- Co(norbornyl)4 (13 e−)
- [FeCp2]+ (17 e−)

Některé tyto komplexy vykazují agostické interakce s uhlovodíkovými řetězci ligandů:
- W(CO)3[P(C6H11)3]2 má 16 e−, ale těsné přiblížení jedné z vazeb C–H k atomu W.
- Cp(PMe3)V(CHCMe3) (14 e−, diamagnetický) má krátkou vazbu V–H na alkylidenovém vodíku, takže jej lze popsat jako přechod mezi Cp(PMe3)V(CHCMe3) a Cp(PMe3)V(H)(CCMe3).

### Vysokospinové komplexy
Vysokospinové komplexy mají orbitaly obsazené jedním elektronem a nemají prázdné orbitaly, do kterých by ligandy mohly dodávat elektronovou hustotu. V takovýchto komplexech se buď nevyskytují žádné π-kyselé ligandy, nebo je jejich počet malý. Orbitaly obsazené jediným elektronem se mohou spojit s obdobnými orbitaly radikálových ligandů (jako je kyslík), nebo po přidání ligandů se silným ligandovým polem vyvolávat párování elektronů za vzniku prázdných orbitalů. do kterých lze dodávat elektrony.
Příklady:
- CrCl3(thf)3 (15 e−)
- [Mn(H2O)6]2+ (17 e−)
- [Cu(H2O)6]2+ (21 e−)

Pravidlo 18 elektronů často narušují komplexy se silnými π-donory; takovými ligandy jsou například fluorid (F−), oxidy (O2−), nitrid (N3−), alkoxid (RO−) a imid (RN2−). Jako příklady sloučenin lze uvést:
- [CrO4]2− (16 e−)
- Mo(=NR)2Cl2 (12 e−)

U druhého komplexu se objevuje výrazné dodávání volných párů dusíku na atom Mo, takže lze sloučeninu také označovat za 16elektronovou. Tento jev způsobuje zkrácení délky vazby Mo–N a také ovlivňuje velikost úhlu Mo–N–C(R), která se blíží 180°.
Protipříklady:
- trans-WO2(Me2PCH2CH2PMe2)2 (18 e−)
- Cp*ReO3 (18 e−)

U těchto sloučenin mají vazby M=O povahu „čistých“ dvojných vazeb, kde nedochází k dodávání volných párů kyslíku na kov, což se projevuje delšími vazbami.

### π-donorové ligandy
Ligandy, ve kterých má koordinující atom nevazebné volné páry, mohou stabilizovat nenasycené komplexy. Pravidlo 18 elektronů často narušují amidy a alkoxidy.

### Spojení několika efektů
V některých komplexech se současně projevuje více uvedených jevů; patří sem mimo jiné:
- Cp*VOCl2 (14 e−)
- TiCl4 (8 e−)

### Vyšší počty elektronů
Jsou známy i komplexy s více než 18 elektrony, například:
- Kobaltocen (19 e−)
- Niklocen (20 e−)
- Hexaaquaměďnatý ion [Cu(H2O)6]2+ (21 e−)
- TM(CO)8− (TM = Sc, Y, La) (20 e−)

Přítomnost více než 18 elektronů v komplexech se často připiduje elektrostatickým silám – kovy přitahují ligandy vce asnaze vyrovnat kladný náboj a počet elektronů se stává nevýznamným. U metalocenů chelatační účinky cyklopentadienylového ligandu stabilizují jeho vazbu na kov. Kobaltocen je silným donorem elektronů, který snadno vytvoří 18elektronový kobaltoceniový kation a niklocen vstupuje do reakcí, ve kterých vytváří 18elektronové komplexy, jako jsou CpNiCl(PR3) a CpH.
U niklocenu se dva přebývající elektrony nachází v orbitalech, které jsou vůči vazbám kov-uhlík slabě protivazebné; proto se komplex často účšastní reakcí, ve kterých dochází ke štěpení vazeb M–C a počet elektronů se mění na 18.
20elektronové komplexy TM(CO)8− (TM = Sc, Y, La) mají krychlové (Oh) geometrie a singletové (1A1g) základní stavy. Obsahují jeden zaplněný valenční molekulový orbital s a2u symetrií, vytvářený pouze orbitaly ligandu, bez zapojení atomových orbitalů kovu. Pravidlo 18 elektronů splňují sloučeniny typu TM(CO)8− (TM=Sc, Y, La), pokud se počítají pouze ty valenční elektrony, které obsazují vazebné orbitaly vazby kov–ligand.